# 15 Pułk Piechoty Armii Krajowej (powstanie warszawskie)

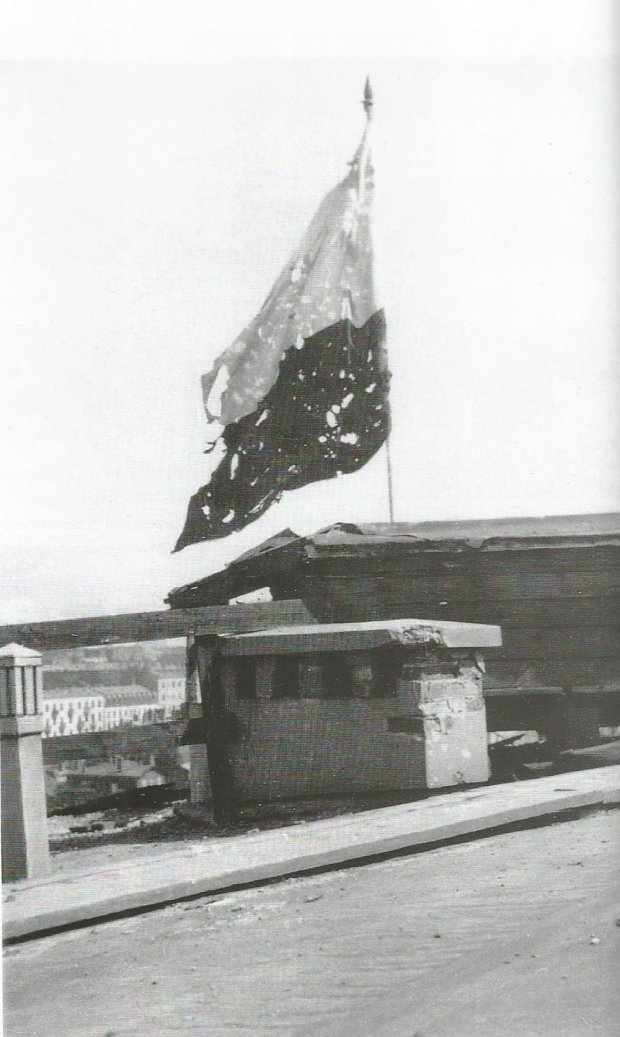
Flaga polska na Dworcu Pocztowym w ostatnich dniach powstania

15 Pułk Piechoty „Wilków” AK – jednostka sił zbrojnych Armii Krajowej w Powstaniu Warszawskim.

## Historia
Jednostka została utworzona 20 września 1944 w ramach akcji odtwarzania struktur Wojska Polskiego sprzed 1939. W jej skład weszły zgrupowania: Zgrupowanie „Chrobry II”, Zgrupowanie Gurt, Batalion im. Sowińskiego oraz Zgrupowanie „Sosna”. Pułk wchodził w skład 28 Dywizji Piechoty AK im. Stefana Okrzei.
11 listopada 1948 Szef Sztabu Głównego gen. dyw. Stanisław Kopański nadał na wstęgi państwowe sztandaru Pułku napis „wyróżniony za niezwykłe męstwo w walkach Armii Krajowej 1944 r.”
Dekretem z dnia 11 listopada 1968 Prezydent RP na uchodźstwie, na wniosek komisji w składzie: gen. bryg. Tadeusz Pełczyński, gen. bryg. Karol Ziemski, płk Kazimierz Iranek-Osmecki, Pułkowi nadał prawo napisu na wstęgach państwowych sztandaru: „wyróżniony za niezwykłe męstwo w kampanii Armii Krajowej”.

## Ordre de Bataille 20 września 1944
- dowódca – ppłk Franciszek Rataj „Paweł”;
- l zastępca – mjr Stanisław Steczkowski „Zagończyk”;
- II zastępca – mjr Zygmunt Brejnak „Zygmunt”.

### I batalion
- dowódca kpt. Tadeusz Przystojecki „Lech Żelazny”.

- 1 kompania strzelców „Warszawianka” – kpt. Mieczysław Zacharewicz „Zawadzki”;
  - pluton specjalny – z oddziału kpt. Wacława Stykowskiego „Hala”;
  - I pluton – dowódca por. Tadeusz Siemiątkowski „Mazur”;
  - II pluton – dowódca ppor. Jerzy Cieśliński „Mścisław”;
  - III pluton – dowódca por. Kazimierz Biskupski „Kazik”;
- 2 kompania strzelców – dowódca rtm. Witold Pilecki „Witold”;
  - pluton specjalny – z oddziałów kpt. „Hala”;
  - I pluton – dowódca por. Stefan Chmielewski „Stefan”;
  - II pluton – dowódca ppor. Tadeusz Hiziak „Ryszard”;
  - III pluton – dowódca pchor./ppor. Bogdan Łuczyński „Kmicic”;
- 3 kompania strzelców – dowódca por. Zbigniew Brym „Zdunin”;
  - I pluton – dowódca ppor. Wiesław Dmowski „Łuczyński”; ppor. Władysław Mizielski „Piotr”
  - II pluton – dowódca chor. Józef Piątek „Kuliński”;
  - III pluton – dowódca ppor. Marek Moliere „Molmar”;
- kompania ckm – z oddziałów kpt. „Hala”.

### II batalion
- dowódca kpt. Wacław Zagórski „Lech Grzybowski”.
- 4 kompania strzelców – por. Aleksander Sałaciński „Aleksander”;
  - pluton specjalny – z oddziałów kpt. „Ruma”;
  - I pluton – plut. pchor. Zbigniew Strzałkowski „Dadżbór”;
  - II pluton – st. sierż. Stanisław Magdziak „Szumański”;
  - III pluton – por. Jan Podkowa „Maszyna”;
- 5 kompania strzelców – por. Czesław Stulkiewicz „Wir”;
  - pluton specjalny – z oddziałów kpt. „Ruma”;
  - I pluton – ppor. Edward Krutol „Dąbrowa”;
  - II pluton – ppor. Władysław Meyka „Szczupły”;
  - III pluton – ppor. Włodzimierz Roefler „Hrabia”;
- 6 kompania strzelców – por. Michał Kobyliński „Kos”;
  - pluton specjalny – ppor. Mariusz Szczęsnowicz „Mars”;
  - I pluton – ppor. Michał Jaworski „Krzysztof”;
  - II pluton – ppor. Bolesław Kędzierski „Kłos”;
  - III pluton – ppor. Zygmunt Poncyliusz „Rota”;
- kompania ckm – z oddziałów kpt. „Ruma”.

### III batalion „Gurt”
Dowództwo
- dowódca kpt. Kazimierz Czapla „Gurt”;
- zastępca por. Józef Skowronek „Boruta”;
- oficer dyspozycyjny do zadań specjalnych – kpt. Leonard Bukłowski „Dworski”;
- adiutant – ppor. Leonard Bukłowski „Wesoły”;
- kapelan – mjr ks. Jan Skrzeczkowski „Jawor”;
- oficer taktyczny por. Władysław Orlik „Jatrzębski”;
- oficer saperów – kpt. Henryk Kotowski „Kot”;
- oficer broni – ppor. Zygmunt Kaszewski „Kazimierz”;
- oficer łączności – ppor. Aleksander Gajewski „Gniew”;
- oficer bezpieczeństwa i informacji – kpt. Józef Tarnopolski „Nikitin”;
- oficer gospodarczy – ppor. Jerzy Gniewiewski „Pruski”;
- oficer płatnik – ppor. Henryk Leman „Wirski”;
- oficer propagandowo-oświatowy – por. Augustyn NN „Rafał”;
- lekarz naczelny – por. lek. Jerzy Teter „Pigoń[3].

Oddziały
- 7 kompania strzelców – dowódca kpt. Stanisław Tomaszewski „Jednorożec”;
  - I pluton – dowódca ppor. Kazimierz Czarnkowski „Luty”;
  - II pluton – dowódca ppor. Wiesław Bulikowski „Wiesław Czantoria”;
  - III pluton – dowódca ppor. Fryderyk Fryszer „Pilot”;
- 8 kompania strzelców – dowódca por. Marian Skoczek „Kuba Solski”;
  - I pluton – dowódca ppor. Czesław Gałaj „Huzar”;
  - II pluton – dowódca ppor. Jerzy Pływaczewski „Żbik”;
  - III pluton ppor. Wacław Mikulski „Wrzesiński”
- 9 kompania strzelców – dowódca ppor Tadeusz Lebensztajn „Bolek”;
  - I pluton – dowódca ppor. Stanisław Krusiewicz „Grom”;
  - II pluton – dowódca ppor. Henryk Przybylski „Kmita”
  - III pluton – dowódca ppor. Józef Gustaw Argasiński „Kos”
- kompania ckm (Oddział Specjalny Artylerii Przeciwlotniczej) – dowódca ppor. Zdzisław Szczepański „Żuk”.
  - I pluton – dowódca ppor. Adam Bóbr „Jaxa”;
  - I pluton – dowódca kpr. pchor. Piotr Kaczanowski „Piotr”;
  - I pluton – dowódca kpr. z cenz. Stanisław Wiśniewski „Wist”.

### IV batalion „Sosna”[4]
- Dowódca – kpt. Stefan Mich„Kmita”
- 1 Kompania – dowódca kpt. Lucjan Giżyński „Gozdawa” (Batalion „Gozdawa”
- 2 Kompania – dowódca kpt. Roman Wyłcan „Barski”, zastępca por./kpt. Władysław Jachowicz „Konar” (Batalion „Chrobry I”, Brygada Dyspozycyjno-Zmotoryzowana „Koło”);
- 3 Kompania – dowódca rtm. Zygmunt Konopka „Nowina”, zastępcą por. „Kosa” (Kompania Koszta i inne)
- 4 kompania (saperów) – dowódca mjr Włodzimierz Kozakiewicz „Barry” (Oddział Barry)[5].